# مطار ليفوكا
مطار ليفوكا (بالإنجليزية: Levuka Airfield)‏ (إياتا: LEV، إيكاو: NFNB) وهو مطار في جزيرة أوفالو، إحدى جزر لومايفيتي في فيجي. يُعرف أيضًا باسم مطار Bureta، ويقع على 22 كيلومتر (14 ميل) من بلدة ليفوكا. تشغله شركة مطارات فيجي المحدودة .

## مرافق
المطار على ارتفاع 11 قدم (3 م) فوق مستوى سطح البحر. وله مدرج حصوي واحد طوله يبلغ 640 متر (2,100 قدم).

## شركات الطيران والوجهات
| شركـات طيـران | الوجهات                               |
| ------------- | ------------------------------------- |
| طيران الشمال ‏ | مطار نادي الدولي، مطار ناوسوري الدولي |

## روابط خارجية
- تاريخ الحوادث لـ (LEV / NFNB) على شبكة سلامة الطيران.